# بنیاد تعاون وزارت دفاع و پشتیبانی نیروهای مسلح
بنیاد تعاون وزارت دفاع و پشتیبانی نیروهای مسلح سازمان دولتی زیرمجموعه وزارت دفاع و پشتیبانی نیروهای مسلح است که در زمینه تأمین وام و مسکن، همچنین ساخت املاک و مستغلات برای کارکنان وزارت دفاع فعالیت می‌کند. در حال حاضر سرتیپ دوم مسعود باقری مدیرعاملی بنیاد تعاون ودجا را برعهده دارد.

## تاریخچه
در سال ۱۳۷۹، وزارت دفاع طی اساسنامه‌ای «بنیاد تعاون وزارت دفاع و پشتیبانی نیروهای مسلح» را تأسیس کرد. اساسنامه بنیاد در ۱۵ دی ۱۳۷۹ به تصویب رهبر جمهوری اسلامی ایران در جایگاه فرمانده کل قوا رسید.

## ارکان بنیاد
این بنیاد دارای سه رکن هیئت امنا، هیئت مدیره و بازرسان می‌باشد که هیئت امنا متشکل از وزیر دفاع و پشتیبانی نیروهای مسلح (رئیس هیئت امنا)، رئیس سازمان عقیدتی سیاسی وزارت دفاع، رئیس سازمان حفاظت اطلاعات وزارت دفاع، مدیرعامل ساصد، مدیرعامل اتکا، یکی از معاونان وزیر به انتخاب وزیر، مدیرعامل یکی از سازمان‌های (صنایع هوایی، صنایع هوافضا، صنایع الکترونیک) به انتخاب وزیر و یک نفر به انتخاب رئیس ستاد کل نیروهای مسلح است.

## مؤسسات و شرکت‌های زیرمجموعه
- صندوق تعاون و سرمایه‌گذاری بنیاد تعاون وزارت دفاع و پشتیبانی نیروهای مسلح[۴]
- مؤسسه خدمات رفاهی شکوفه عقیق سپهر[۵]